# Norskspråkiga Wikipedia
Norskspråkiga Wikipedia startade den 26 november 2001 och bokmålsversionen hade ca 570 000 artiklar den 1 januari 2021. Från början spelade det ingen roll om man skrev på bokmål, eller nynorska, man fick göra som man själv ville. Den 31 juli 2004 startades norskspråkiga Wikipedia på nynorska. Vid en omröstning 2005 beslöts att huvudversionen av norskspråkiga Wikipedia skall vara den på bokmål.
Bokmålsversionen har för närvarande 646 227 artiklar och versionen på nynorska har för närvarande 174 600 artiklar.

## Historik
I februari 2007 hade bokmål/riksmålversionen över 100 000 artiklar och nynorskversionen hade över 20 000 artiklar. I februari 2006 blev bokmål/riksmålversionen det trettonde Wikipediaversionen att ha mer än 50 000 artiklar, och ett år senare var den den fjortonde att nå 100 000. Wikipediaversionen. Den 1 juni 2010 hade bokmål/riksmål mer än 260 000 artiklar, medan den nynorskversionen innehåller över 57 000. 
Norska, danska och svenska är ömsesidigt begripliga språk och kan förstås av de flesta talare i varje land. De olika språken samarbetar med varandras Wikipedior genom Skanwiki avsnitt av Wikimedias Meta-Wiki-webbplats. En effekt av denna kombinerade insats är fördelningen av utvalda artiklar mellan de olika Wikipediaversionerna. 
Trots att ISO 639-koden med två bokstäver för bokmål är nb, fortsätter bokmål-/riksmålnorska Wikipedia att verka inom no.wikipedia.org, medan nb-koden omdirigeringar till den webbplatsen. Den nynorska koden är nn, och nynorska finns på nn.wikipedia.org. 
Wikimedia Norge är en norsk förening med syfte att stödja Wikimedias projekt, särskilt de norska och samiska, och syftar till att bli ett nationellt kapitel i Wikimedia Foundation. Föreningen bildades vid ett möte på Nasjonalbiblioteket i Oslo den 23 juni 2007.